# Von-Hessing-Straße 5 (Bad Kissingen)

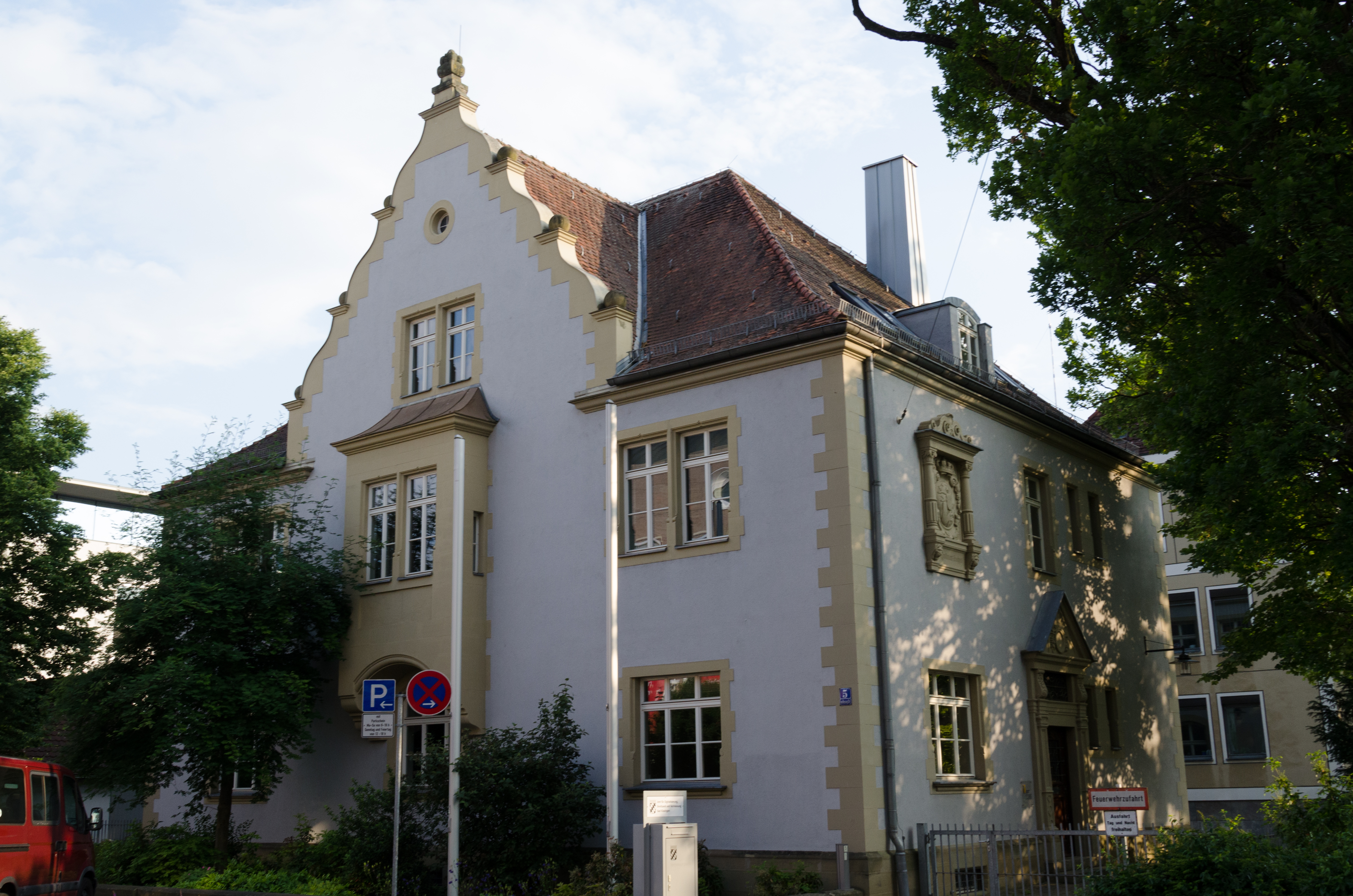
Von-Hessing-Straße 5 in Bad Kissingen (Vorderansicht)

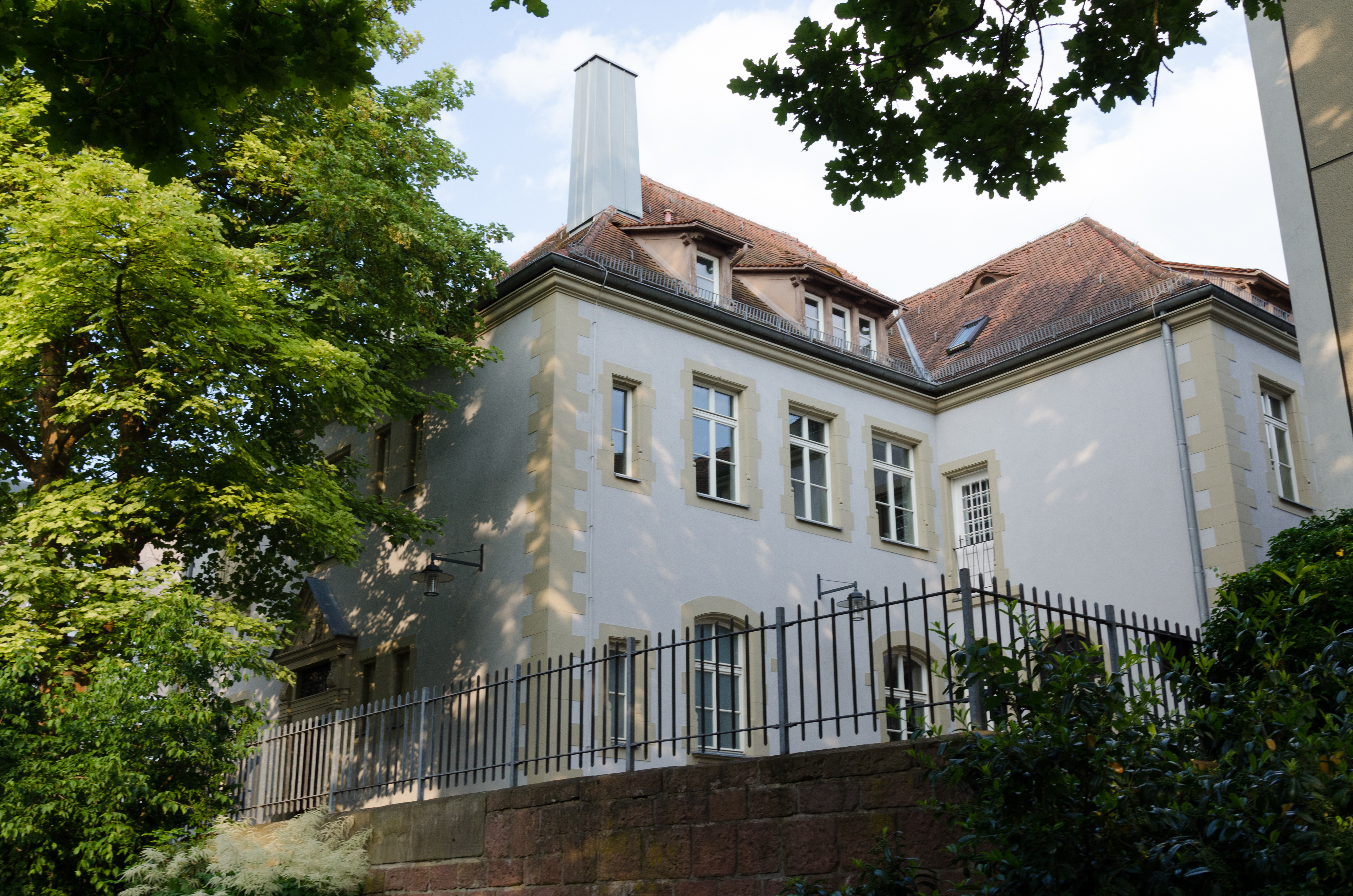
Von-Hessing-Straße 5 in Bad Kissingen (Rückansicht)

Das Anwesen Von-Hessing-Straße 5 in der Von-Hessing-Straße (Bad Kissingen) in Bad Kissingen, der Großen Kreisstadt des unterfränkischen Landkreises Bad Kissingen, gehört zu den Bad Kissinger Baudenkmälern und ist unter der Nummer D-6-72-114-363 in der Bayerischen Denkmalliste registriert.

## Geschichte
Das Anwesen wurde ursprünglich als Landbauamt im Jahr 1906 von Architekt Otto Wiedemann in Formen der deutschen Renaissance errichtet. E handelt es sich um einen zweigeschossigen Walmdachbau mit geschweiftem Ziergiebel und Erker. Die Frontfassade mit Mittelerker und Giebel ist streng symmetrisch. Im Ursprungszustand war die Erkerbrüstung mit einem Relief versehen; die Quaderpartien hoben sich deutlich von den Putzflächen ab.
Heute befinden sich in dem Anwesen die Sachgebiete Baurecht und Bautechnik des Landratsamts Bad Kissingen, nachdem zuvor das Amt für Digitalisierung, Breitband und Vermessung ausgezogen war.